# Intercityfähren
Als Intercityfähren (dänisch Intercityfærger) werden die dänischen Eisenbahnfährschiffe Dronning Ingrid,  Prins Joachim und Kronprins Frederik bezeichnet, die von 1980 bis 1997 auf der Linie Korsør–Nyborg im Großen Belt im Einsatz waren.

## Allgemeines
Die Dänischen Staatsbahnen (DSB) gaben im Jahr 1978 den Neubau von drei gleichen Eisenbahnfährschiffen im Gesamtwert von ca. 500 Millionen Dänischen Kronen in Auftrag. Gebaut wurde eine Fähre bei der Helsingør Skibsværft und zwei Fähren bei der Nakskov Skibsværft. Von 1980 bis 1997 waren sie auf der Linie Korsør–Nyborg im Einsatz, was die wichtigste Eisenbahnverbindung zwischen den dänischen Hauptinseln war. Nach der Einstellung dieser Fährlinie wegen der Eröffnung des Bahntunnels unter dem Großen Belt wurden zwei Fähren auf der  Linie Rostock–Gedser eingesetzt, eine Fähre dient seitdem als Hospitalschiff.
Charakteristisch für die Schiffe dieser Serie ist das am Bug über den Rumpf seitlich überstehende Deckshaus. Im Gegensatz zu den Fähren der Königslinie haben sie kein separates Deck für Kraftfahrzeuge und sind mit Bug- und Heckklappen ausgerüstet. Für die Rückwärtsfahrt gibt es einen Fahrstand am Heck und ein Bugruder. Bei der Prins Joachim und der Kronprins Frederik wurden zwei Bugstrahlruder nachgerüstet.
In Warnemünde waren die Fährschiffe Prins Joachim und Kronprins Frederik wegen ihrer starken Wellenbildung bei Surfern sehr beliebt. Ursache ist die zur Bauzeit übliche Gestaltung des Rumpfes ohne Wulst.

## Die Schiffe

### Dronning Ingrid

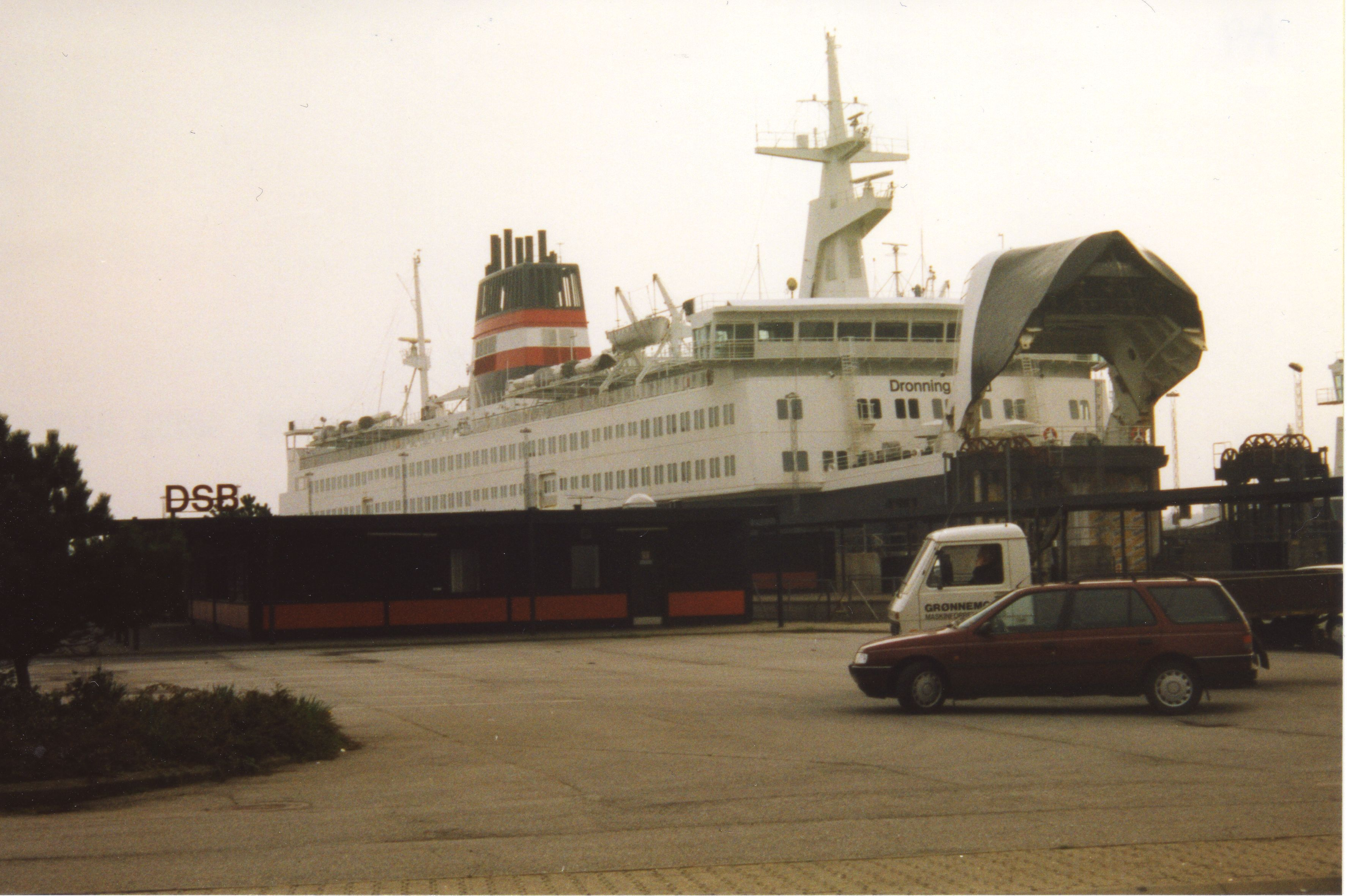
Dronning Ingrid

Das erste Schiff der Serie, die Dronning Ingrid, wurde bei der Helsingør Skibsværft am 28. August 1978 mit der Werftnummer 418 auf Kiel gelegt; der Stapellauf war am 8. August 1979. Benannt wurde es nach der dänischen Königin Ingrid. Am 21. Juli 1980 wurde die Fähre an die DSB übergeben und ab August 1980 auf der Linie Korsør–Nyborg eingesetzt. Ab 1997 gehörte sie zur neugegründeten Reederei Scandlines A/S. Nach den Bau des Tunnels durch den Großen Belt wurde sie ab dem 1. Juni 1997 in Korsør und Nakskov aufgelegt. Im März 1999 wurde das Schiff an Royal Mercy Valletta Ltd. verkauft und zunächst in Ingrid umbenannt. Anschließend erfolgte der Umbau des Schiffes zum Hospitalschiff auf der A&P-Werft in Newcastle, wo das Schiff im April 2000 in Africa Mercy umbenannt wurde. Der Umbau, der im März 2007 abgeschlossen wurde, kostete rund 45 Millionen Euro. Sie fährt seitdem unter maltesischer Flagge mit Heimathafen Valletta.
Nach dem Umbau ist das Schiff mit 16.572 BRZ / 4.971 NRZ vermessen und hat eine Tragfähigkeit von 4.150 Tonnen. Bahngleise und Autodecks wurden beim Umbau entfernt.
Das Schiff wird seit dem Umbau von vier der sechs Motoren angetrieben und verfügt über acht Decks.

### Prins Joachim

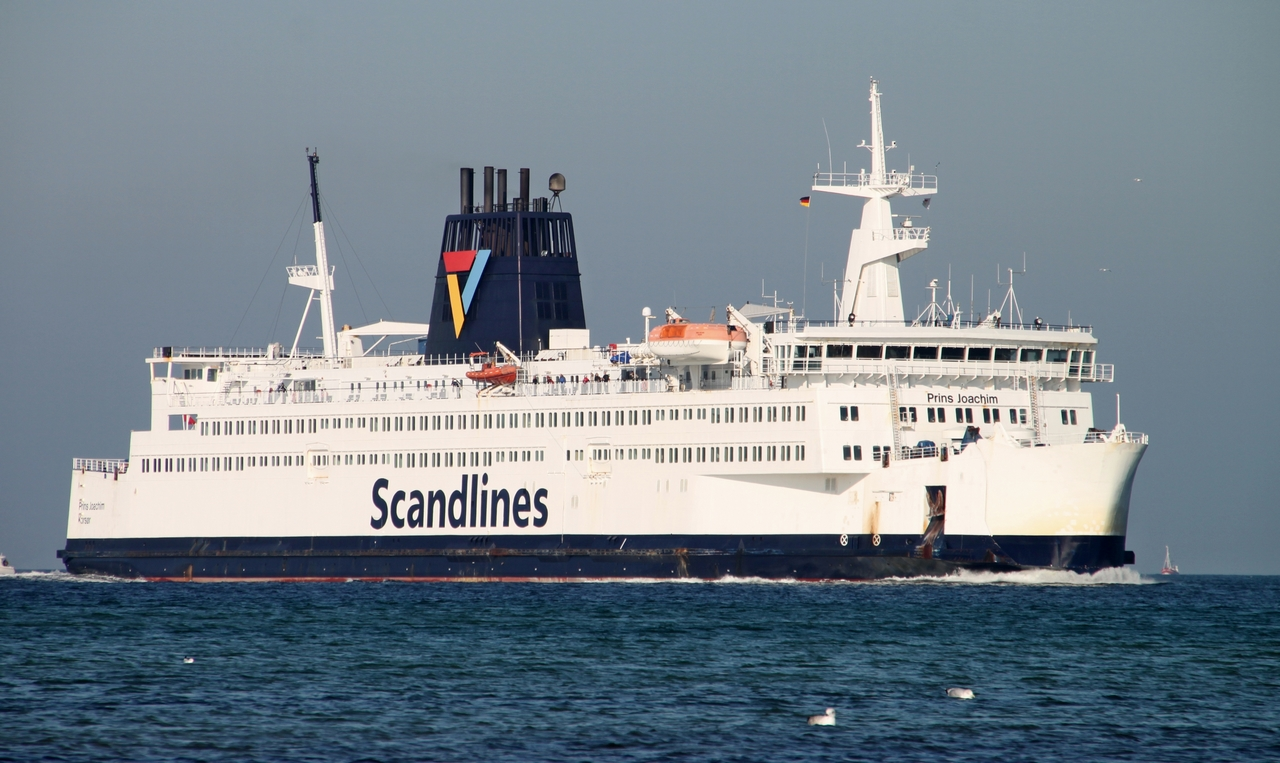
Prins Joachim

Die Prins Joachim (IMO 7803190) wurde am 22. August 1979 bei der Nakskov Skibsværft A/S, Nakskov mit der Werftnummer 223 auf Kiel gelegt. Der Stapellauf war am 25. Januar 1980. Getauft wurde die Fähre am 2. Juli 1980 auf den Namen von Joachim zu Dänemark. Die DSB übernahm das Schiff am 10. Oktober 1980 und setzte es ebenfalls auf der Linie Korsør–Nyborg ein. Ab 1997 gehörte die Prins Joachim dann auch zu Scandlines A/S und ging Ende Mai 1997 außer Dienst.
Bis November 2000 lag sie in Nakskov auf. Nach einem Umbau kam sie ab dem 29. März 2001 auf der Scandlines-Linie Rostock–Gedser zum Einsatz. Von 2012 bis 2016 fuhr sie unter deutscher Flagge mit Heimathafen Rostock, bevor sie anschließend verkauft und in Prince umbenannt wurde (Flagge: Zypern). Ende Dezember 2016 wurde sie erneut verkauft und in Morocco Star umbenannt. Nach einem weiteren Umbau in Griechenland und Malta ist sie seit Ende März 2017 für Africa Morocco Link unter marokkanischer Flagge im Einsatz.

### Kronprins Frederik

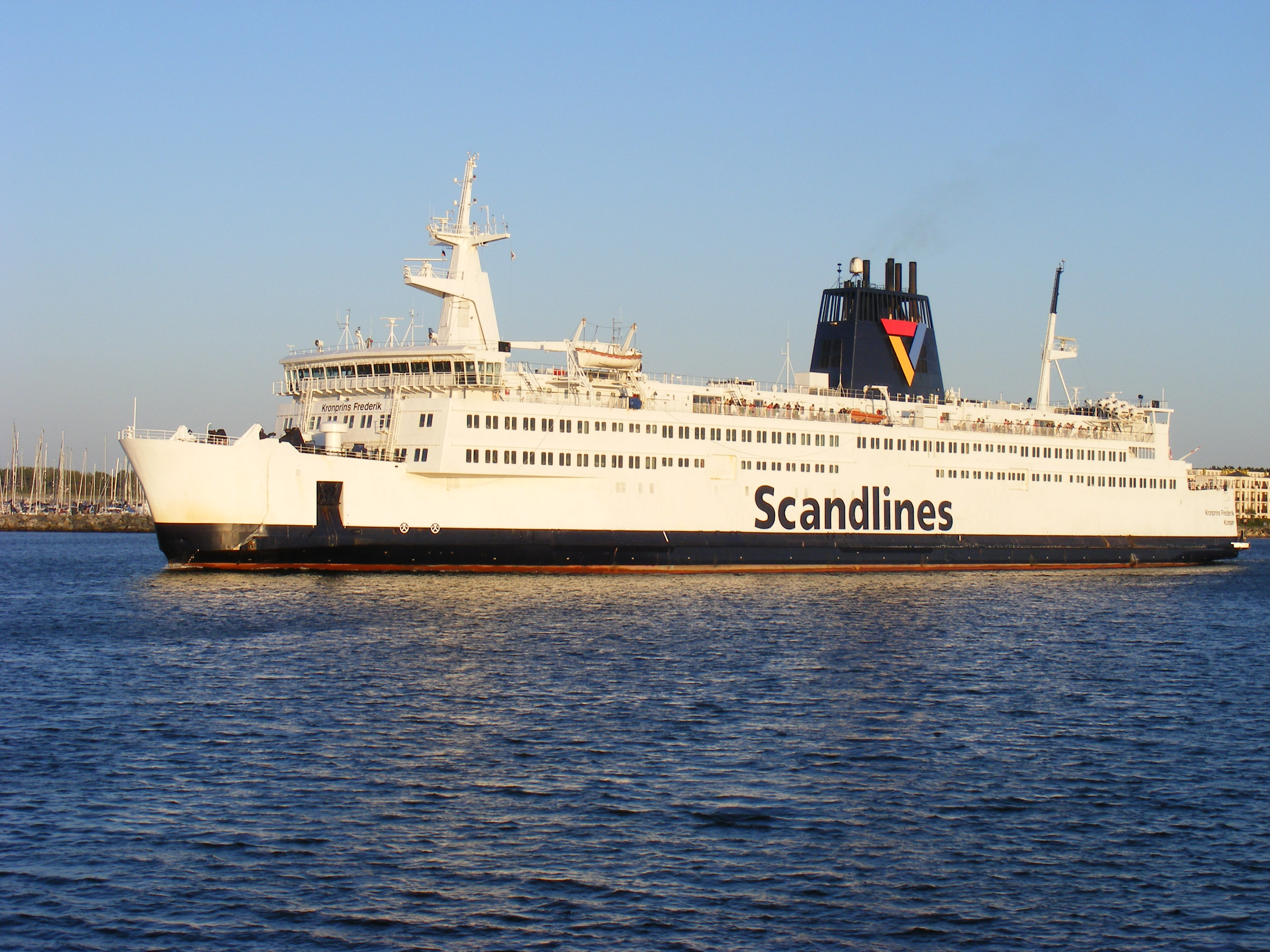
Kronprins Frederik

Als drittes Schiff der Serie wurde die Kronprins Frederik (IMO 7803205) am 21. November 1979 in Nakskov auf Kiel gelegt und am 2. Juli 1980 zu Wasser gelassen. Die DSB übernahm die Fähre am 2. April 1981 und setzte sie auf der gleichen Linie wie ihre Schwesterschiffe ein. Von 1998 bis 2017 kam sie auf der Scandlines-Linie Rostock–Gedser zum Einsatz. Nach einem Umbau in Swinemünde dient sie seit Ende März 2017 unter deutscher Flagge mit Heimathafen Rostock als Güterfähre für die Vogelfluglinie Puttgarden–Rødby sowie als Reservefähre die Strecke Rostock–Gedser.